# Alfonso Medina, Zacatecas
Alfonso Medina är en ort i Mexiko.   Den ligger i kommunen Río Grande och delstaten Zacatecas, i den centrala delen av landet, 600 km nordväst om huvudstaden Mexico City. Alfonso Medina ligger 1 926 meter över havet och antalet invånare är 212.
Terrängen runt Alfonso Medina är lite kuperad. Runt Alfonso Medina är det ganska glesbefolkat, med 34 invånare per kvadratkilometer. Närmaste större samhälle är Río Grande, 9,8 km öster om Alfonso Medina. Omgivningarna runt Alfonso Medina är i huvudsak ett öppet busklandskap.